# 神田織音
神田 織音（かんだ おりね、1972年7月12日 - ）は、講談協会に所属する講談師。本名∶伊豆本 良恵。

## 経歴
東京都豊島区出身。竹早高等学校在学中から芝居の勉強を始め、その後約十年芝居に携わる。
1999年4月、神田香織に入門。9月より前座となり、「おりね」を名乗る。
2003年4月、二ツ目昇進。「織音」に改名。
2011年4月、真打昇進。初の「女流真打が育てた女流真打」となった。

## 芸歴
- 1999年
  - 4月 - 神田香織に入門[1]。
  - 9月 - 前座となる、前座名「おりね」[1]。
- 2003年4月 - 二ツ目昇進、「織音」と改名[1]。
- 2011年4月 - 真打昇進[1]。